# Курманжан Датка (село)
Курманжан Датка (кирг. Курманжан Датка) — село в Алайском районе Ошской области Кыргызстана. Входит в состав Гульчинского айылного аймака.

## География
Село расположено в южной части области, на правом берегу реки Джошолу (правый приток реки Куршаб), на расстоянии менее 1 километра (по прямой) к северу от села Гульча, административного центра района. Абсолютная высота — 1584 метра над уровнем моря.

## Население
Согласно оценочным данным Национального статистического комитета Кыргызской Республики, численность населения села на начало 2023 года составляла 1602 человека.
| год     | 2009 | 2014 | 2015 | 2020 | 2021 | 2023 |
| ------- | ---- | ---- | ---- | ---- | ---- | ---- |
| человек | 1611 | 1299 | 1356 | 1487 | 1266 | 1602 |